# 合宁高速公路
合肥 - 南京高速公路简称合宁高速公路，起自合肥西郊大蜀山，终于苏皖交界的吴庄，全长约133.43千米，是上海至西安(G40)和上海至成都(G42)国道主干线的重叠组成部分。

合宁高速公路是安徽省第一条高速公路，是安徽通往江、浙、沪等地的重要通道，也是安徽省“四纵八横”公路网主骨架的重要路线，于1986年10月动工，1991年10月4日正式通车。